# Cattleya dormaniana
Cattleya dormaniana (Rchb.f.) Rchb.f., 1882  è una pianta della famiglia delle Orchidacee originaria del Sud America.

## Descrizione
È un'orchidea di taglia medio-piccola, epifita, con pseudobulbi di forma cilindrica, abbastanza compressi tra loro, che portano due foglie a forma ellittica.

La fioritura avviene in autunno ed è costituita da un'infiorescenza lunga in media dieci centimetri che porta normalmente uno, occasionalmente fino a tre fiori. Questi sono grandi normalmente otto centimetri, e hanno petali e sepali di un colore che sfuma dal verde chiaro al marroncino, mentre il labello è di un rosa vivo con centro bianco.

## Distribuzione e habitat
La specie è originaria del Brasile, più precisamente dei Monti Organ, una zona con clima nebbioso e quindi umido, tra i 600 ed i 1000 metri di quota.

## Sinonimi
Laelia dormaniana Rchb.f., 1878

× Laeliocattleya dormaniana  (Rchb.f.) Rolfe, 1889

Cattleya dormaniana var. alba L.C.Menezes, 1991

Cattleya dormaniana f. alba  (L.C.Menezes) Christenson, 1996

## Coltivazione
Questa pianta richiede esposizione a mezz'ombra e temperature fresche nel periodo di riposo e più calde nel periodo di vegetazione..